# Церковь Воскресения Христова (Стоянцы)
Церковь Воскресения Христова в Стоянцах  — историко-архитектурный комплекс конца XVIII века. Расположена в селе Стоянцы (Стоянец) Кимрского района Тверской области, до революции село значилась в составе Кимрской волости Корчевского уезда Тверской губернии. Церковь охраняется как объект культурного наследия России федерального значения.

## История
Церковь в вотчине патриарха Филарета известна с 1628 года, построена в камне в1780 году (ходатайство о строительстве — 1774 год, начало строительства — 1775 год, освящение церкви — 1781 год) на месте сгоревшей деревянной церкви. Каменная холодная церковь с 2 теплыми приделами. Центральный алтарь освящен «В воспоминание Обновления Иерусалимского храма Воскресения Христова», правый во имя Успения Божией Матери, левый во имя Святителя и Чудотворца Николая. Церковь пятиглавая, колокольня каменная с 7 колоколами (существующая колокольня более поздней постройки, первоначальная ввиду ветхости уничтожена с разрешения Епархиального начальства Тверской епархии, на её месте построена новая идентичная колокольня).
В 1873 году священнослужителям села Стоянцы было разрешено проводить ежегодный (24 июля) крестный ход в память об излечении прихожан от эпидемической болезни (холеры).
Во владении Воскресенской церкви находилось 40 десятин 1400 сажен земли, отмеченных в плане, но межевая книга на эти земли не сохранилась, а также 30 десятин земли (на которую нет планов и межевой книги), на которой работали крестьяне. В 1891 году происходит земельный спор с крестьянами окрестных деревень, в ходе которого священнослужители села Стоянцы отправили прошение о высылке землемера для уточнения и обозначения церковных владений на картах и планах.
В приходе села Стоянцы находилось две часовни: на кладбище часовня Святителя Николая, деревянная, построена в 1872 году; в деревне Флорове часовня Святых мучеников Флора и Лавра.

### Иконостас
В церкви располагался иконостас столярной работы пятиярусный с позолоченной резьбой в определенных местах. В царских дверях располагались шесть икон малого вида: Св. Евангелиста Матвея, Св. Приснодевы Марии, Св. Архангела Гавриила, Св. Евангелиста Луки, Св. Евангелиста Иоанна Богослова. По правую сторону от царских дверей были иконы: Святителя и Чудотворца Николая, Св. Пророка Илии. По левую сторону: Божией Матери Казанская, Воздвижение Честного Креста, Успения Божия Матери, Великомученика Георгия. Напротив икон были расставлены 6 медных полуженных лампад. На южной двери было изображение Архидиакона Лаврентия, на северной двери изображение Архидиакона Стефана.
Во втором ярусе располагались иконы: в центре — Тайной вечери, по правую сторону — Вход Господа нашего Иисуса Христа в Иерусалим (Распятие Господне, Преображение Господне, Вознесение Господне, Воздвижение Честного Креста Господня, Успения Божией Матери, по левую сторону — Благовещения Пресвятой Владычицы нашей Богородицы и Приснодевы Марии, Рождество Спаса нашего Иисуса Христа, Сретения Господня, Святая Троица, Введение в храм Богородицы и Приснодевы Марии.
В третьем ярусе располагались иконы: в центре — Господа Вседержителя сидящего на престоле; по правую сторону: Св. пророка Предтечи и Крестителя Иоанна и Архангела Михаила, Св. Апостола Павла и Св. Апостола и Евангелиста Матфея, Св. Апостола Иакова и Св. Апостола и Евангелиста Марка; по левую сторону: Божией Матери и Архангела Гавриила, Св. Апостола Петра и Св. Апостола и Евангелиста Иоанна Богослова, Св. Апостола и Евангелиста Луки и Св. Апостола Андрея.
В четвертом ярусе располагались иконы: в центре — Знамение Божией Матери; по правую сторону: Св. Царя Соломона и Св. Пророка Захария, Св. Пророка Исаакия и Св. Пророка Ионы; по левую сторону: Св. Пророка Давида и Св. Первосвященника Аарона, Св. Пророка Моисея и Св. Пророка Иеремия, Св. Пророка Иезекилия и Св. Пророка Даниила.
В четвертом ярусе располагались иконы: в центре — Господа Саваофа с предвечным младенцем Иисусом Христом; по правую сторону: Св. Праотцов Авраама и Авеля, Св. Праотцов Рувима и Иакова, Св. Праотцов Исаака и Сифа; по левую сторону: Св. Праотцов Адама и Сима, Св. Праотцов Иова и Еноха, Св. Праотцов Иосифа и Ноя.
Над иконостасом распятие, за правым клиросом хоругвь с изображением на одной стороне Воскресения Христова, а на другой Богоявления Господня, за левым клиросом хоругвь с изображением с одной стороны Успения Божией Матери, а с другой Святителя и Чудотворца Николая.

### Советский период
После революции 1917 года храм был закрыт, разорён, а впоследствии использован для различных нужд (автомастерская, магазин и др.).
В настоящее время церковь Воскресения Христова не действует, находится в полуразрушенном состоянии. Внутри храма сохранились фрагменты настенной росписи. С 2010 года приход окормляется священниками Кимрского благочиния Тверской епархии Русской Православной Церкви Московского Патриархата.

### Объект культурного наследия
Согласно Постановлению Совета Министров РСФСР № 624 от 04.12.1974 (памятники федерального значения) Церковь Воскресенская является памятником градостроительства и архитектуры (номер в списках — 6900761000, номер ЕГРОКН — 691610584480006).

### Галерея

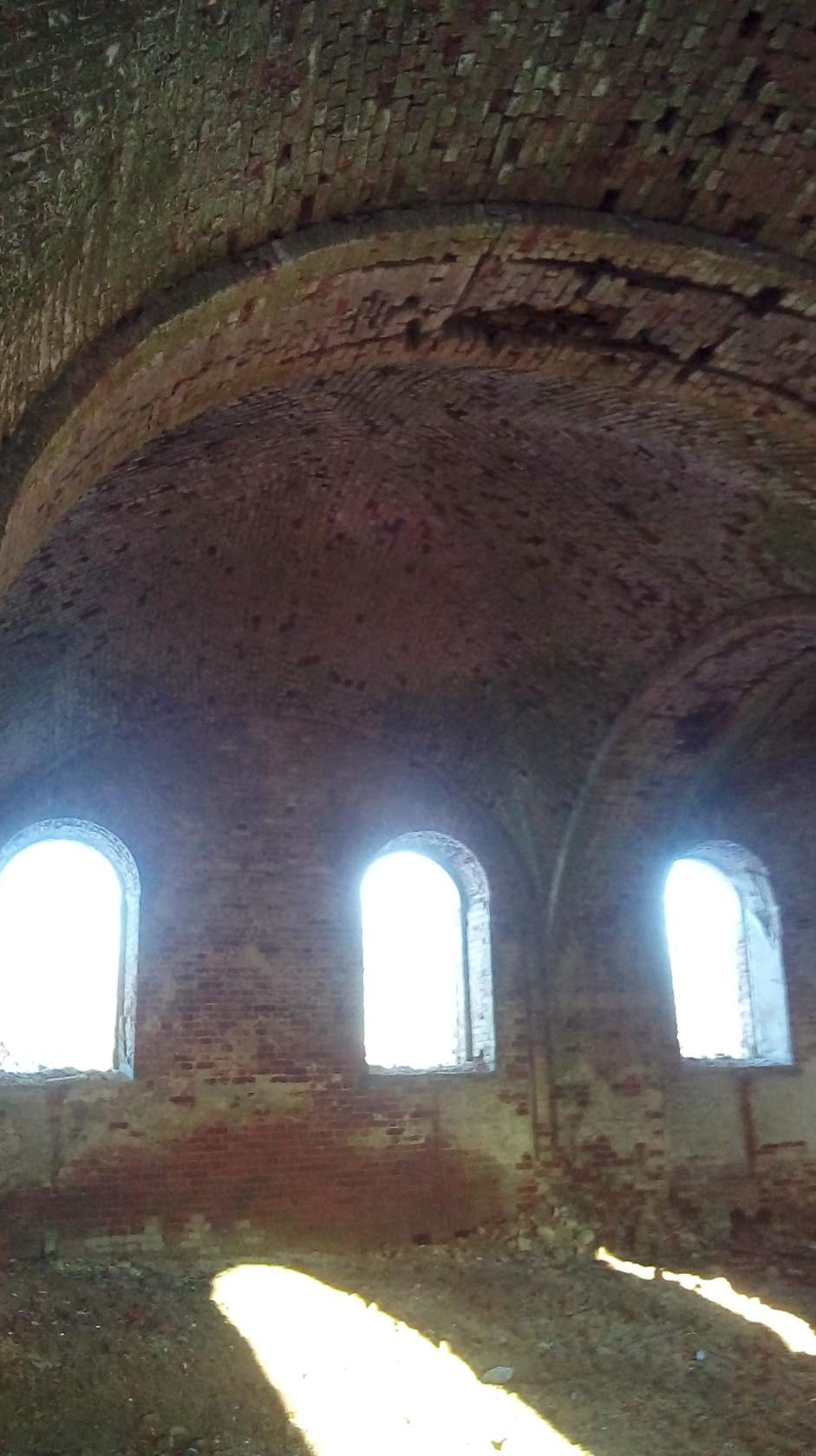
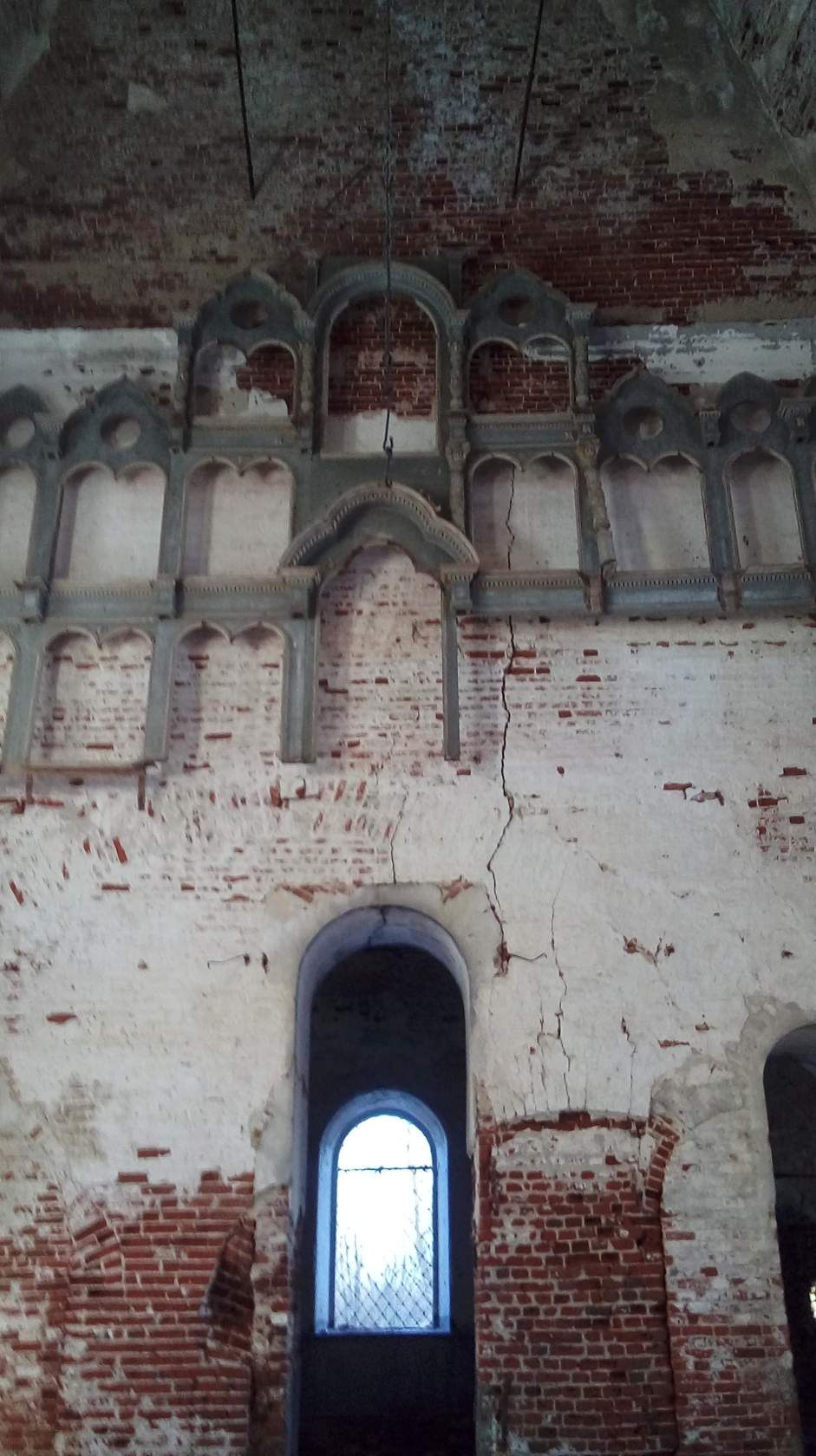
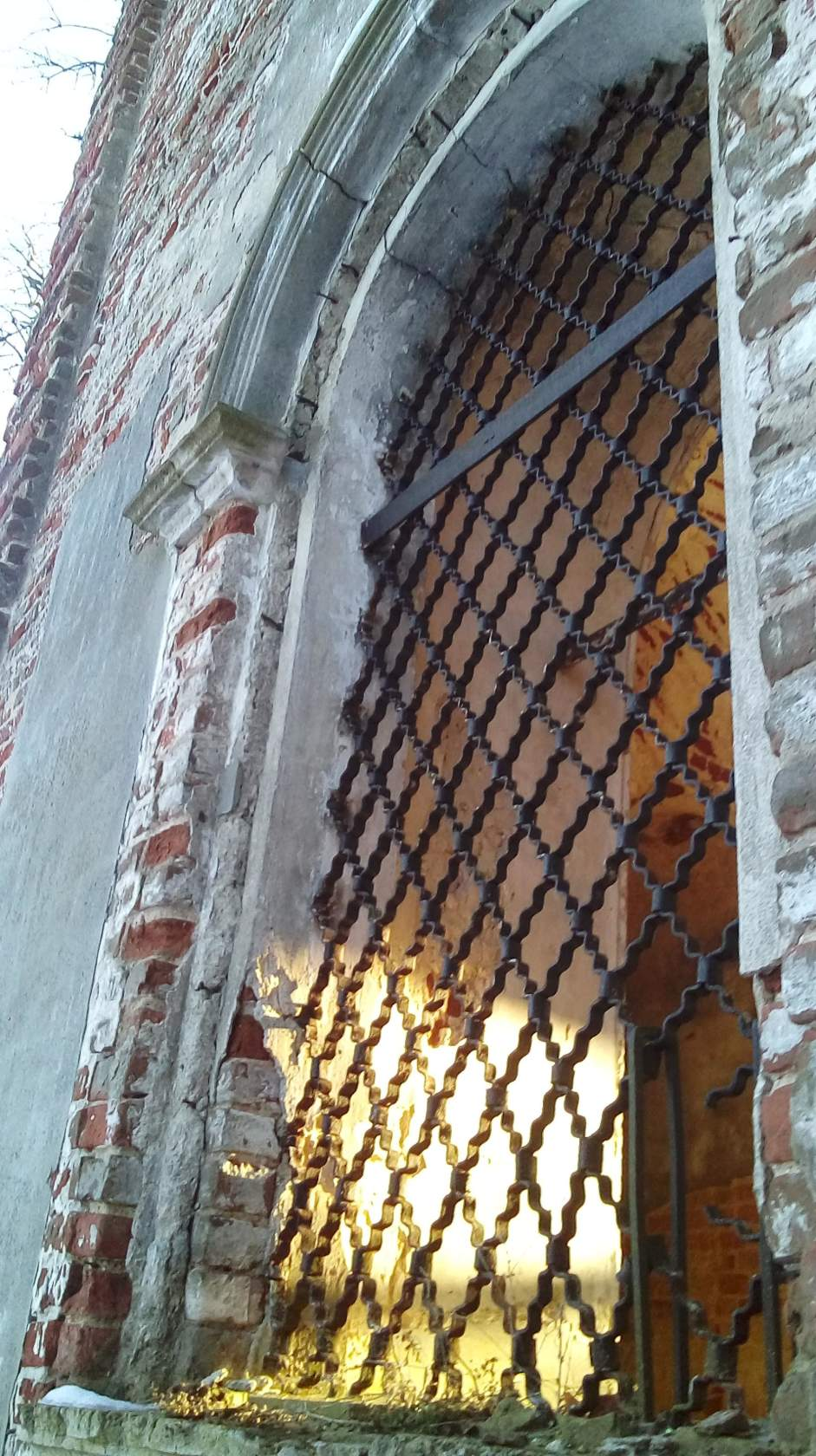
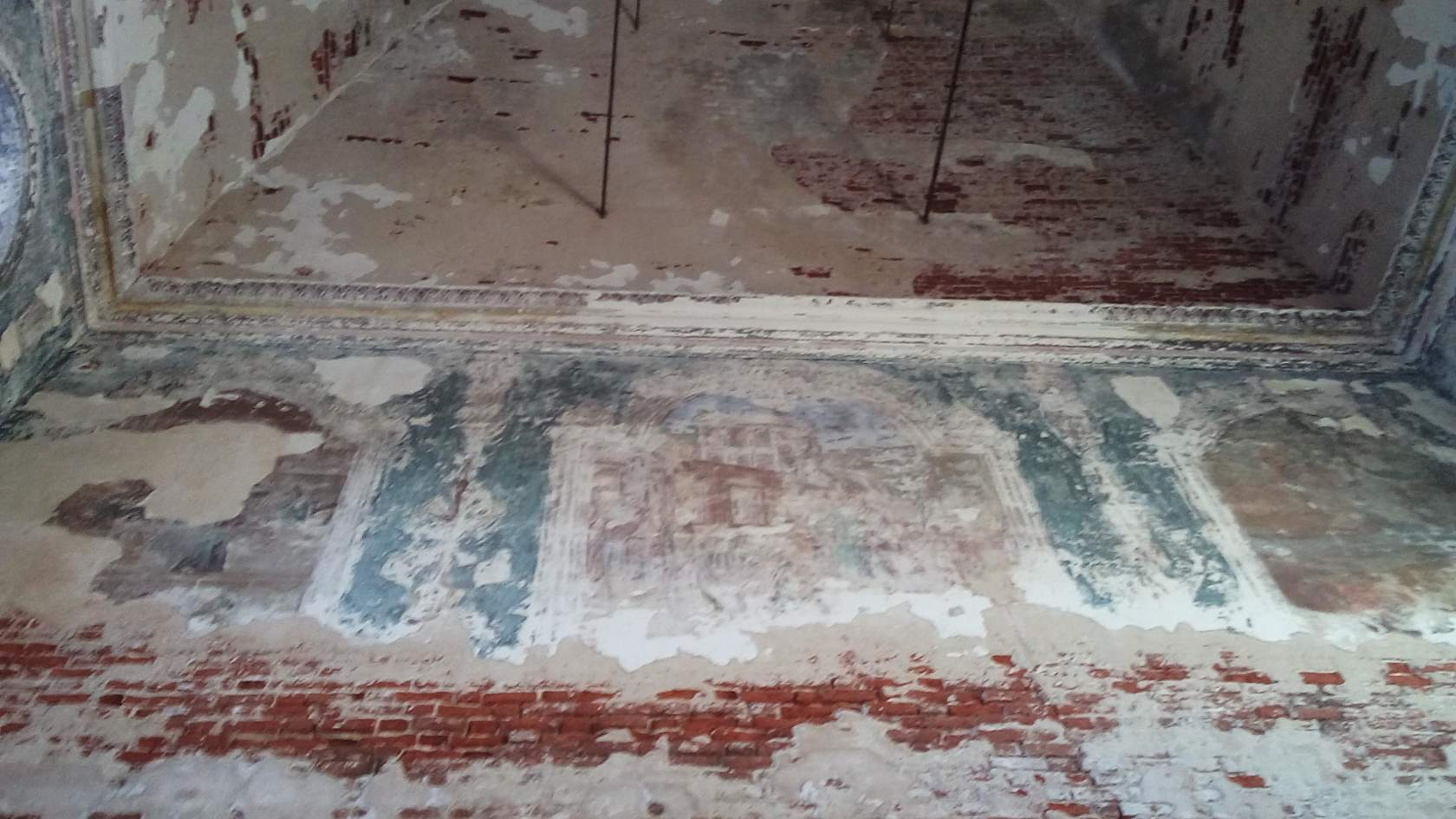
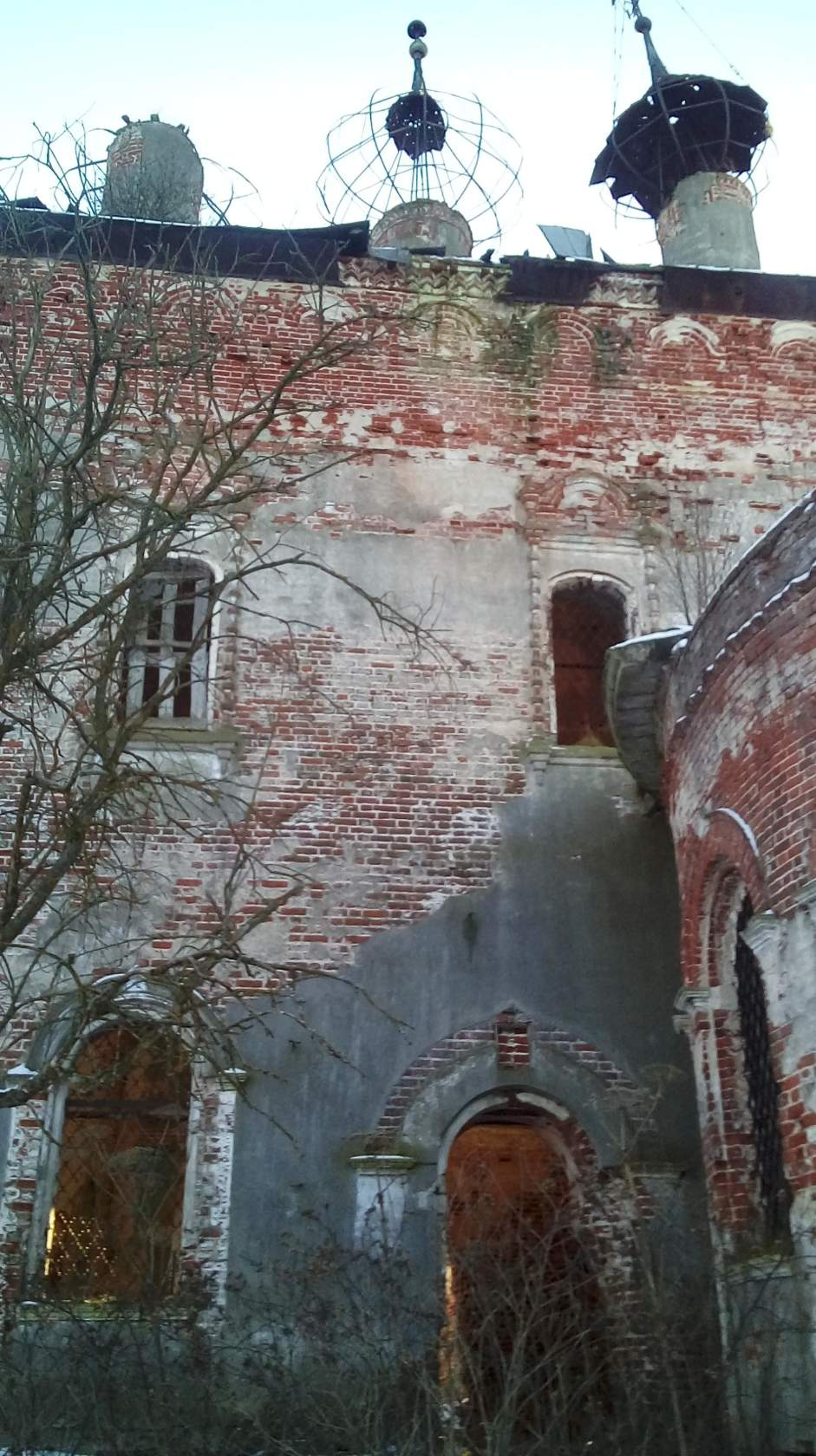
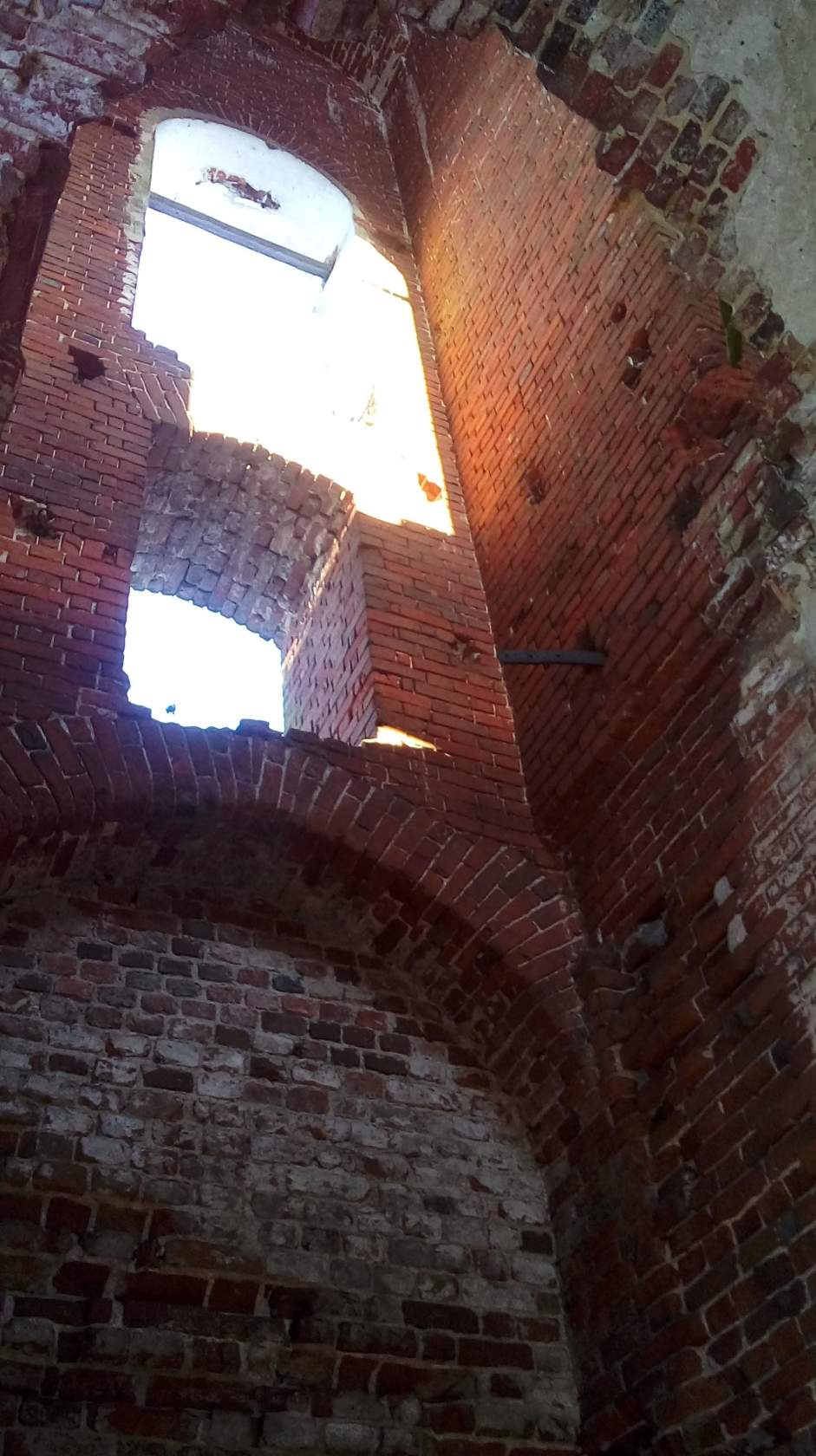
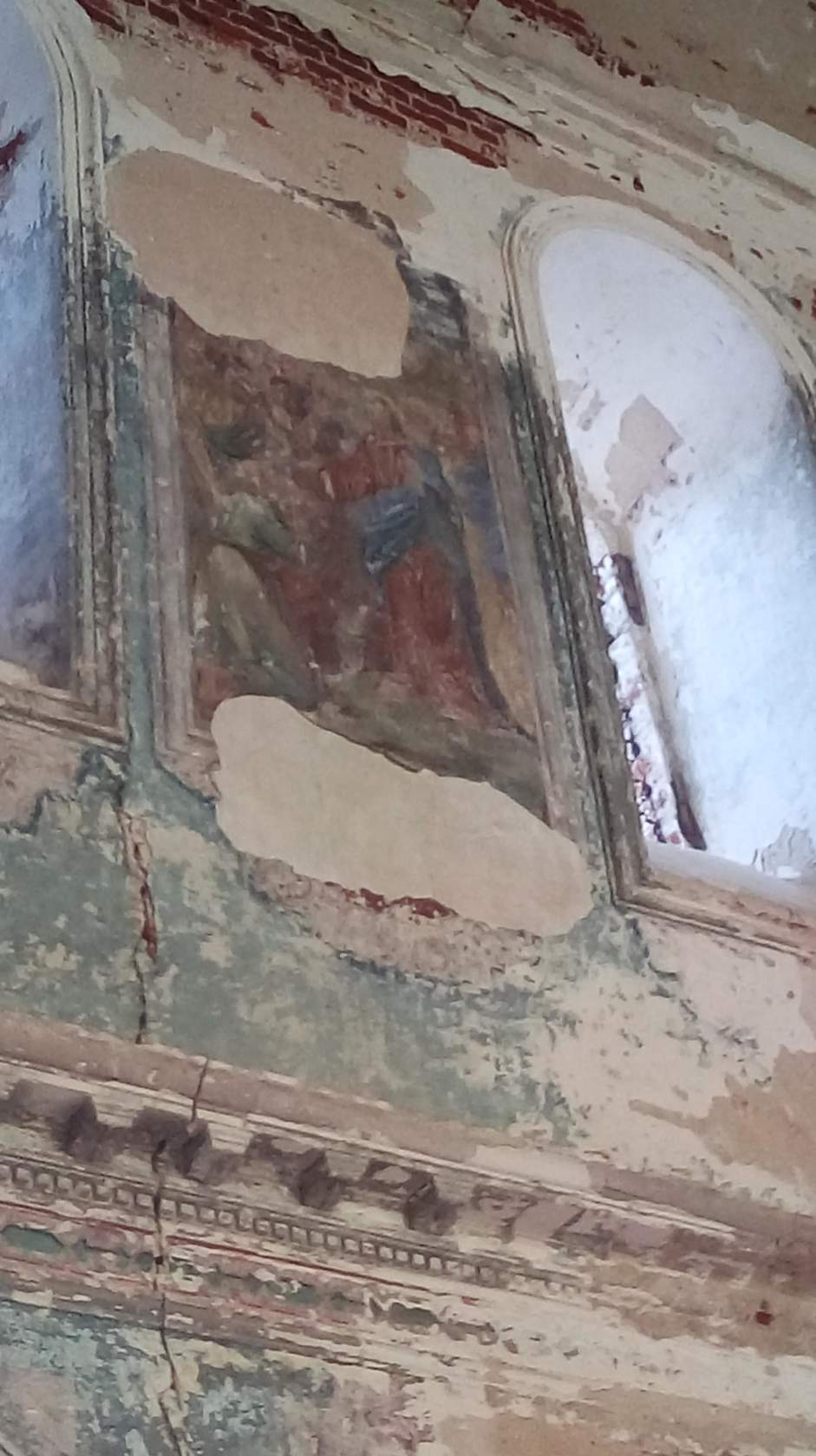
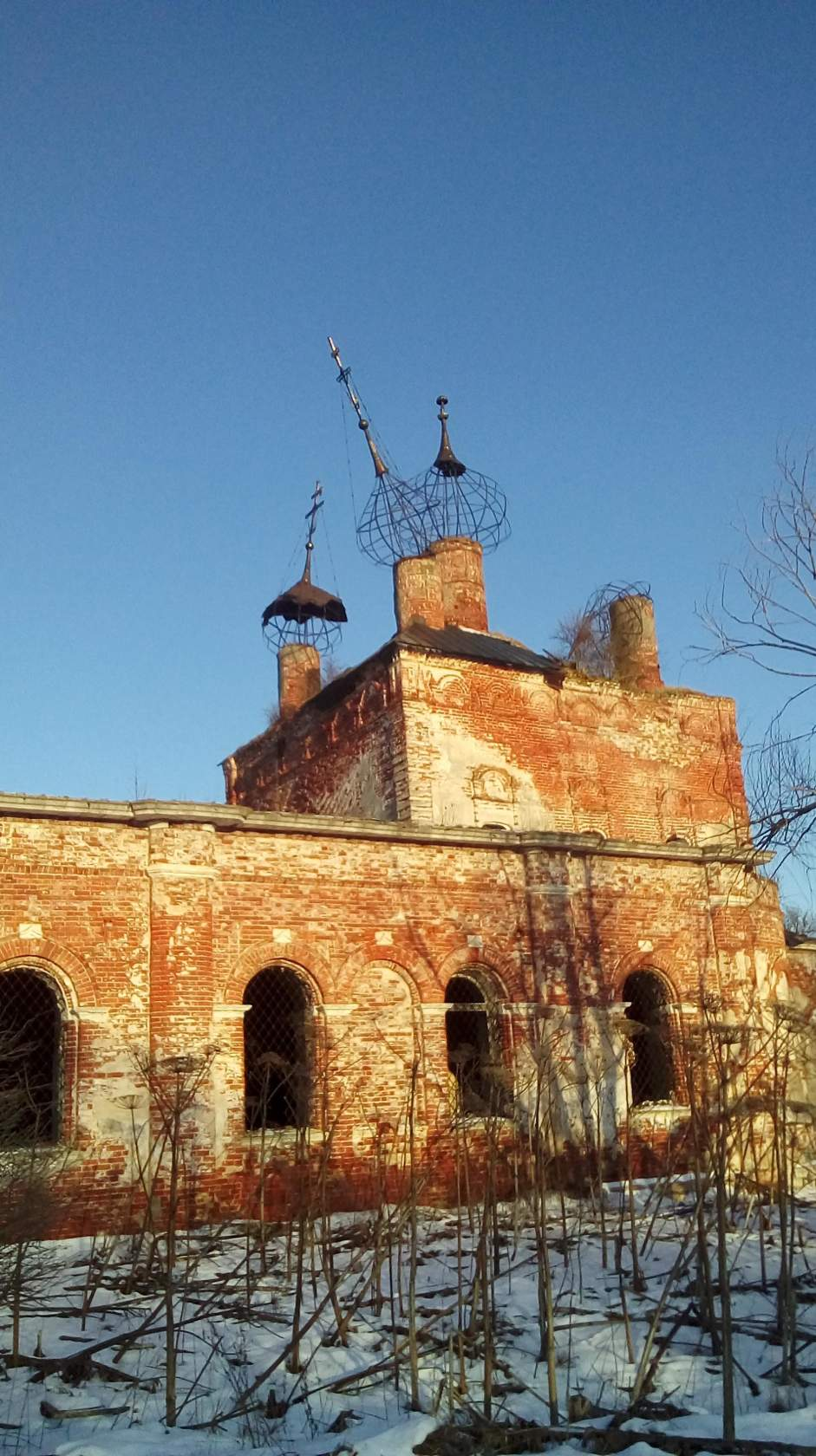
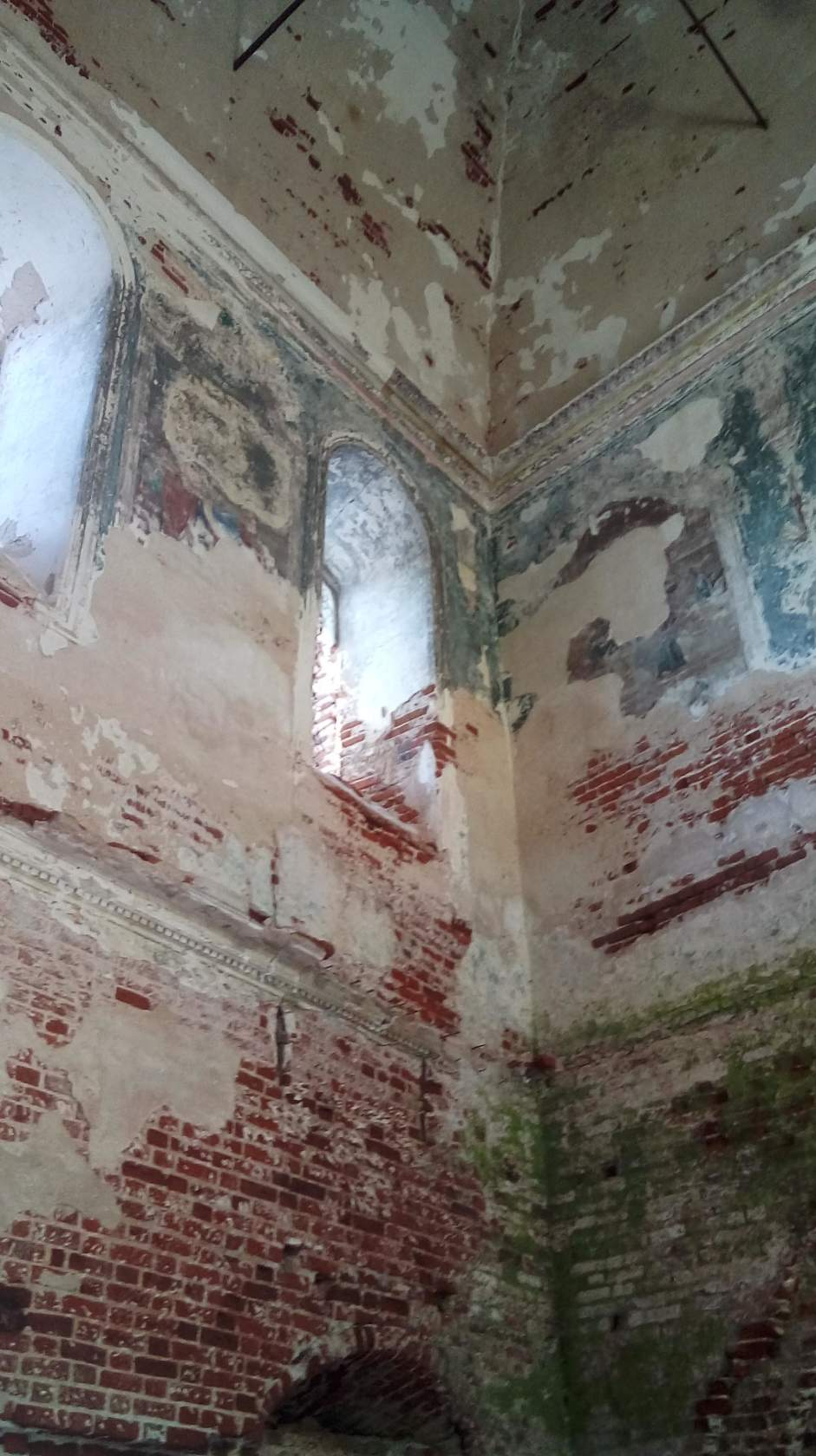
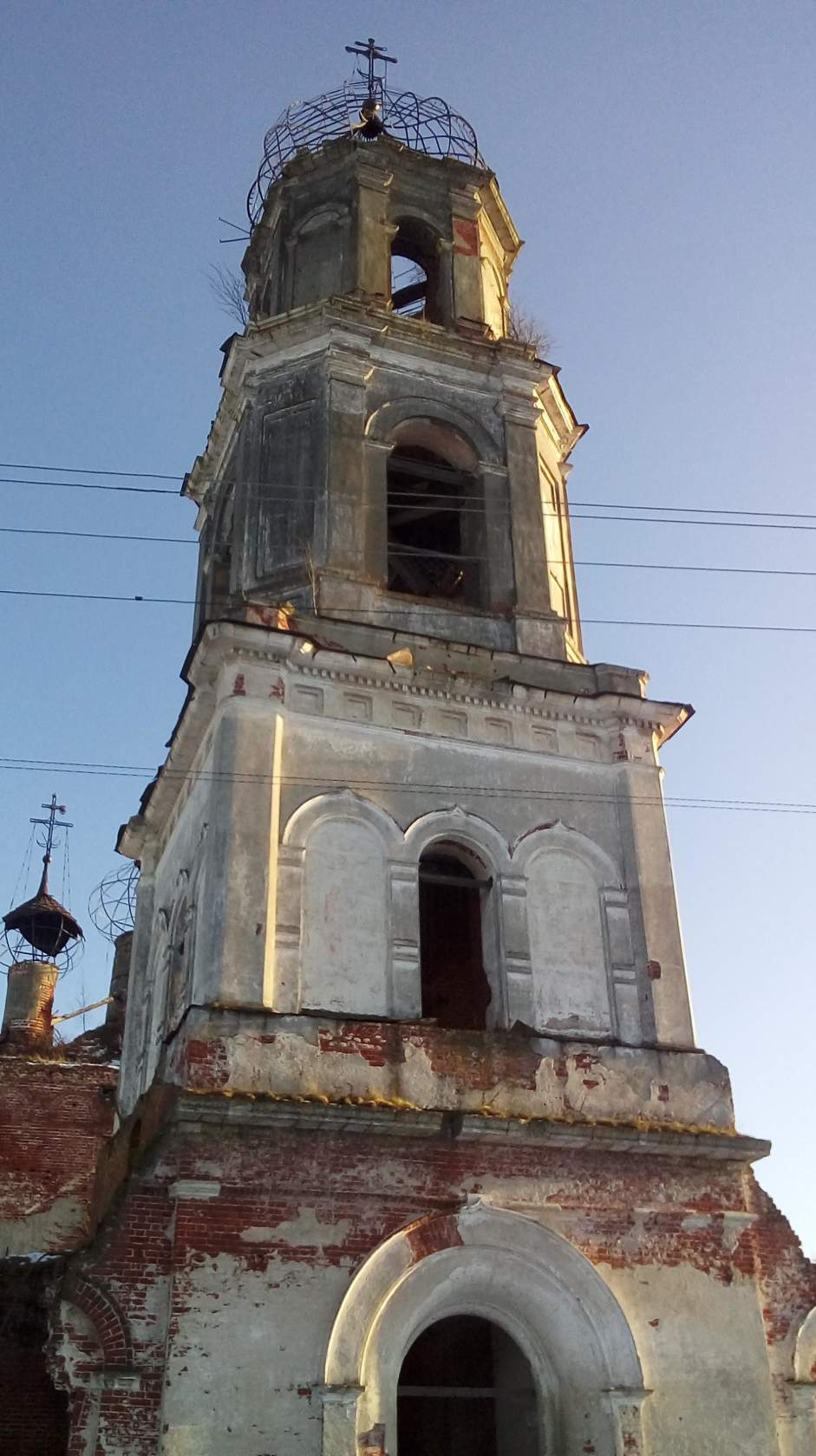

### Список литературы
- Релина Е. А. Словарь кимрских деревень: от «А» до «Я». — Кимры, 2004.
- Добровольский И. Тверской епархиальный статистический сборник. — Тверь, 1901.